# Jozef Floribert Cornelis
Jozef Floribert Cornelis OSB (* 6. Oktober 1910 in Gent; † 20. Dezember 2001 in Brügge) war ein belgischer römisch-katholischer Ordensgeistlicher, der Erzbischof im kongolesischen Erzbistum Lubumbashi und im brasilianischen Bistum Alagoinhas war.

## Leben
Jozef Floribert Cornelis trat der Ordensgemeinschaft der Benediktiner bei und empfing am 28. Juli 1935 die Priesterweihe.
Papst Johannes XXIII. ernannte ihn am 27. November 1958 zum Apostolischen Vikar von Katanga und Titularbischof von Tunes. Der Papst persönlich spendete ihm am 27. Dezember desselben Jahres im Petersdom die Bischofsweihe. Mitkonsekratoren waren Girolamo Bartolomeo Bortignon OFMCap, Bischof von Padua, und Gioacchino Muccin, Bischof von Belluno-Feltre.
Papst Johannes XXIII. erhob das Apostolische Vikariat Katanga am 10. November 1959 zum Erzbistum Lubumbashi und ernannte Cornelis zu dessen erstem Erzbischof. Er nahm an allen Sitzungsperioden des Zweiten Vatikanischen Konzils teil.
Am 13. April 1967 nahm Papst Paul VI. seinen Amtsverzicht an und ernannte ihn zum Titularerzbischof pro hac vice von Capra. Papst Paul VI. ernannte ihn am 13. November 1974 zum Bischof von Alagoinhas unter Beibehaltung des persönlichen Titels eines Erzbischofs. Am 24. Mai 1986 nahm Papst Johannes Paul II. seinen altersbedingten Rücktritt an.